# Republica (stacja metra)
Republica – stacja metra w Bukareszice, na linii M1. Stacja została otwarta w 1981.